# August Wilhelm von Grote

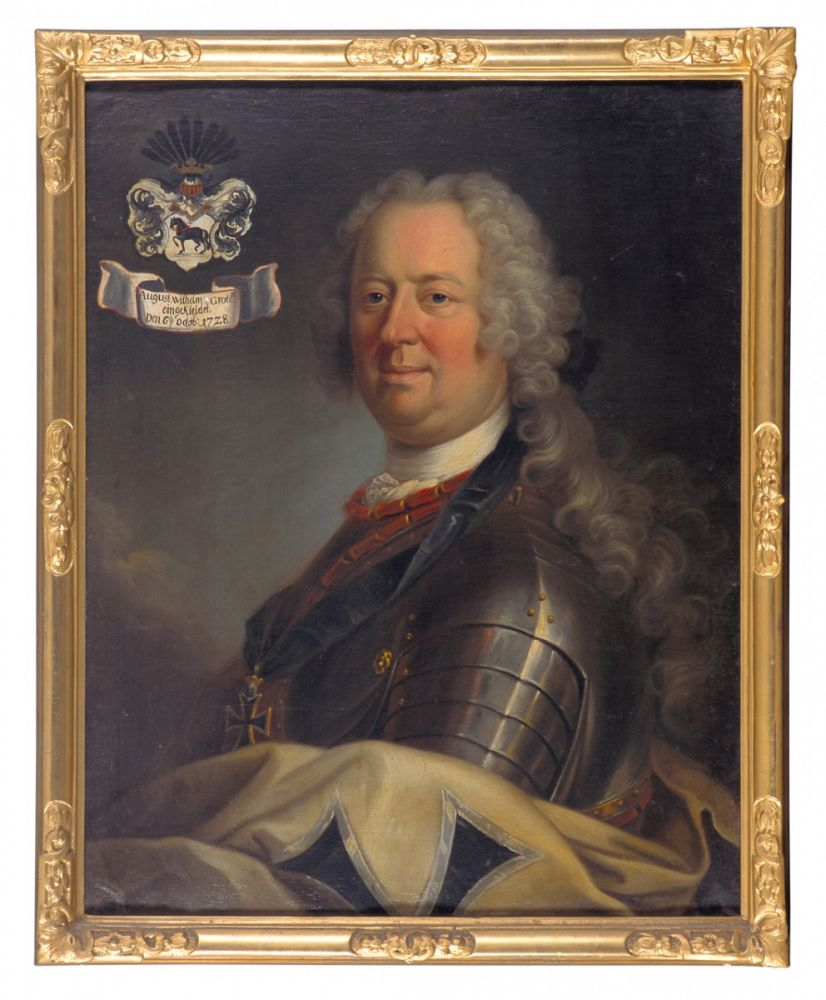
August Wilhelm Freiherr Grote (Ölgemälde)

Ernst August Wilhelm von Grote (geboren 31. Dezember 1694 in Güstrow oder Schnega bei Lüchow; gestorben 9. September 1753 in Hannover) war ein Kurfürstlich Braunschweig-Lüneburgischer General der Kavallerie.
Er war ein Abkömmling des niedersächsischen Uradelsgeschlechtes von Grote. In militärischen Diensten der Welfen wirkte er in Kurhannover ab 1711 erst als Major im Dragoner-Regiment von Bülow und zu Beginn der Personalunion zwischen Großbritannien und Hannover ab 1714 als Oberstleutnant im Dragoner-Regiment von Bothmer. In diesem Zeitraum war er am Spanischen Erbfolgekrieg beteiligt.
1737 wurde er Kommandeur beziehungsweise Obrist der 1. Eskadron des kurhannoverschen Leibgarde-Regiments. 1743 wurde er zum Brigadier ernannt, 1744 zum Generalmajor, bevor er am 28. August 1747 in den Rang eines Generallieutenants erhoben wurde. In diesem Zeitraum war er am Österreichischen Erbfolgekrieg beteiligt.
Zudem wirkte er als Landkomtur des Deutschen Ordens zu Lucklum. Er starb 1753 in Hannover noch vor Vollendung seines 59. Lebensjahres.